# Накуру (озеро)
Наку́ру — одно из озёр в Восточно-Африканской рифтовой долине. Оно расположено к югу от города Накуру, в центральной части Кении и охраняется небольшим национальным парком «Озеро Накуру». Его бассейн составляет около 1800 км², площадь колеблется от 5 до 45 км², максимальная глубина не превышает 3 метров. Накуру находится на высоте 1759 м.

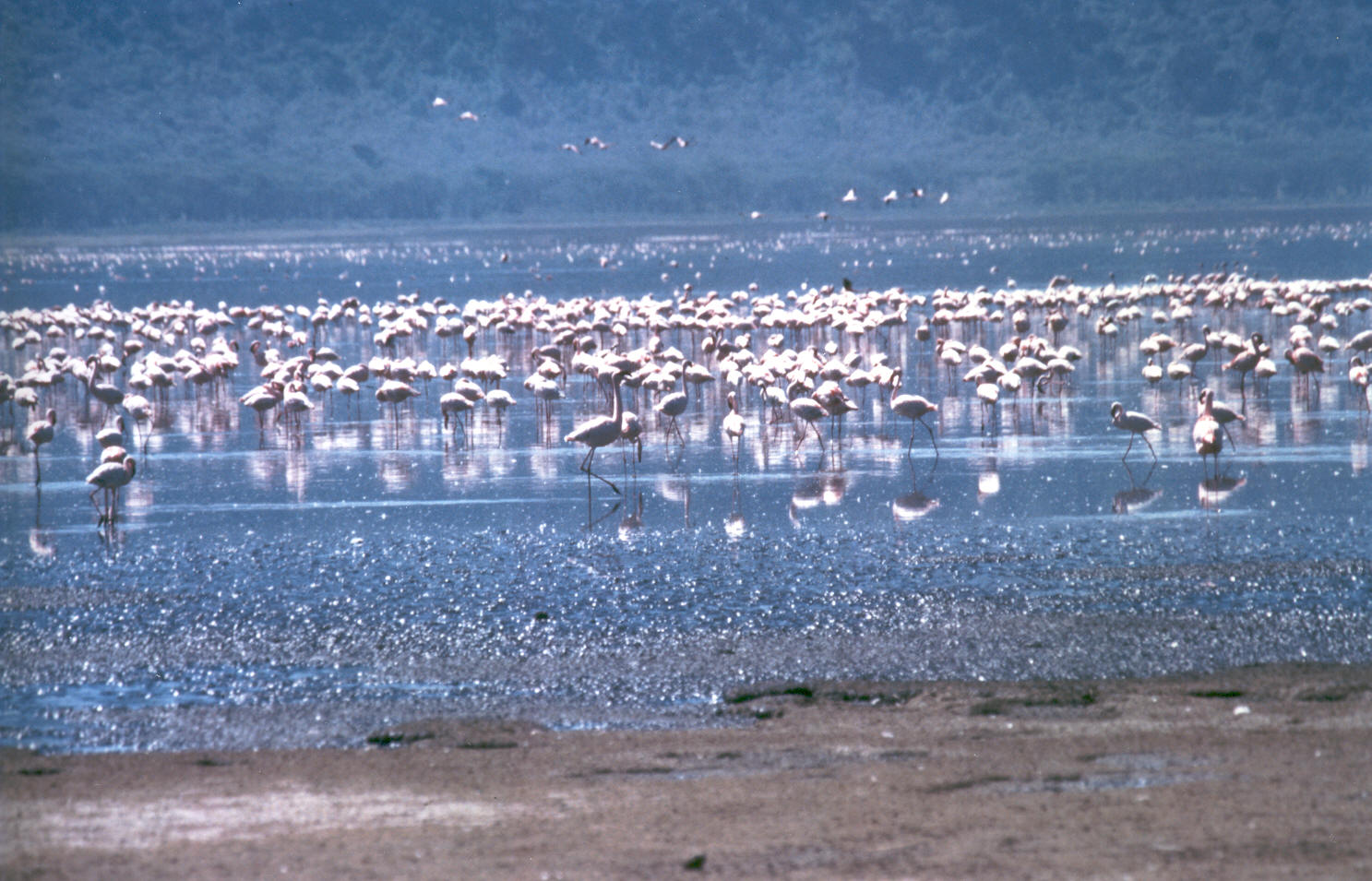
Розовые фламинго на озере Накуру

Вода в озере солёная. В озере обитают шесть видов фитопланктона. Среди них выделяется крохотная синезелёная водоросль Arthrospira platensis, которая обитает здесь в больших количествах. Обилие водорослей в озере привлекает огромное количество фламинго.
В этом районе также множество других видов птиц. Из млекопитающих встречаются африканский бородавочник, павианы, чёрный и белый носороги.
Уровень воды в озере резко сократился в начале 1990-х годов, но с тех пор в основном восстановлен.
Слово «Накуру» на языке масаи означает «пыль» или «пыльное место». Национальный парк «Озеро Накуру» рядом с городом Накуру был создан в 1961 году. Сначала он включал только территорию знаменитого озера и прилегающие горные районы, но теперь он распространен на значительную часть саванны.
Озеро Накуру находится под защитой Рамсарской конвенции о водно-болотных угодьях.